# Султан Масуд-мирза
Султан Масуд-мирза (? — после 1501 года) — царевич из рода Тимуридов, внук Абу-Сеида.

## Биография
Старший сын Султана Махмуда мирзы и его жены Ханзаде Бегум, дочери правителя Термеза Бузурга. Среди его жён с такими именем упоминается и внучка Бузурга, во избежание путаницы её называют Ханзаде Бегум Вторая.
В 1495 году получил от отца в качестве владений Гиссар. После смерти отца, зимой 1495 года во время войны с Хусейном Байкарой собрал армию и выступил к Термезу. Войска провели время не рискуя переправиться через Амударью, Султан Масуд отступил в Гиссар и узнав о приближении войск Байкары бежал в Самарканд к младшему брату Байсункару мирзе.
В июне 1496 года осадил Самарканд в союзе с Бабуром и Султаном Али мирзой, но через три месяца ушёл в Гиссар, взяв в жёны дочь одного из шейхов. Некоторые эмиры отделились от него, в 1497 году его бывшим сторонником Хусрау-шахом и братом Байсункаром был захвачен Гиссар. Он бежал оттуда вместе с тестем, но позже он бежал к Байкаре, с которым помирился. Покинув двор Байкары через некоторое время, он уехал в Гиссар.
В 1498 году бывшие его «верные эмиры» составили заговор, он был схвачен и ослеплён Хосрау-шахом. Его собирались отправить к Султану Али-мирзе, чьи люди должны были его умертвить, но он был выведен из Гиссара верными сторонниками и уехал в Герат к Байкаре. Больше о нём ничего неизвестно. 